# Campionat d'Europa de natació de 2018
El XXXIV Campionat d'Europa de Natació es va celebrar a Glasgow (Escòcia) del 3 al 12 d'agost de 2018 sota l'organització de la Lliga Europea de Natació (LEN) i la Federació Britànica de Natació.
Es van realitzar competicions de natació, natació sincronitzada, salts i natació en aigües obertes.

## Medallistes de Natació

### Masculí
| Event                   | Or | Or             | Plata | Plata    | Bronze | Bronze   |
| 50 m lliures            | Ben Proud (GBR) | 21.34          | Kristian Golomeev (GRE) | 21.44    | Andrea Vergani (ITA) | 21.68    |
| 100 m lliures           | Alessandro Miressi (ITA) | 48.01          | Duncan Scott (GBR) | 48.23    | Mehdy Metella (FRA) | 48.24    |
| 200 m lliures           | Duncan Scott (GBR) | 1:45.34        | Danas Rapšys (LTU) | 1:46.07  | Mikhail Dovgalyuk (RUS) | 1:46.15  |
| 400 m lliures           | Mykhailo Romanchuk (UKR) | 3:45.18        | Henrik Christiansen (NOR) | 3:47.07  | Henning Mühlleitner (GER) | 3:47.18  |
| 800 m lliures           | Mykhailo Romanchuk (UKR) | 7:42.96        | Gregorio Paltrinieri (ITA) | 7:45.12  | Florian Wellbrock (GER) | 7:45.60  |
| 1.500 m lliures         | Florian Wellbrock (GER) | 14:36.15       | Mykhailo Romanchuk (UKR) | 14:36.88 | Gregorio Paltrinieri (ITA) | 14:42.85 |
|                         | |                | |          | |          |
| 50 m esquena            | Kliment Kolesnikov (RUS) | 24.00 RM       | Robert Glință (ROU) | 24.55    | Shane Ryan (IRE) | 24.64    |
| 100 m esquena           | Kliment Kolesnikov (RUS) | 52.53 RMJ      | Evgeny Rylov (RUS) | 52.74    | Apostolos Christou (GRE) | 53.72    |
| 200 m esquena           | Evgeny Rylov (RUS) | 1:53.36 RC     | Radosław Kawęcki (POL) | 1:56.07  | Matteo Restivo (ITA) | 1:56.29  |
|                         | |                | |          | |          |
| 50 m braça              | Adam Peaty (GBR) | 26.09 CR       | Fabio Scozzoli (ITA) | 26.79    | Peter Stevens (SLO) | 27.06    |
| 100 m braça             | Adam Peaty (GBR) | 57.10 RM       | James Wilby (GBR) | 58.64    | Anton Chupkov (RUS) | 59.06    |
| 200 m braça             | Anton Chupkov (RUS) | 2:06.80 RC, RE | James Wilby (GBR) | 2:08.39  | Luca Pizzini (ITA) | 2:08.54  |
|                         | |                | |          | |          |
| 50 m papallona          | Andriy Govorov (UKR) | 22.48 CR       | Ben Proud (GBR) | 22.78    | Oleg Kostin (RUS) | 22.97    |
| 100 m papallona         | Piero Codia (ITA) | 50.64 RC       | Mehdy Metella (FRA) | 51.24    | James Guy (GBR) | 51.42    |
| 200 m papallona         | Kristóf Milák (HUN) | 1:52.79 RC     | Tamás Kenderesi (HUN) | 1:54.36  | Federico Burdisso (ITA) | 1:55.97  |
|                         | |                | |          | |          |
| 200 m estils individual | Jérémy Desplanches (SUI) | 1:57.04        | Philip Heintz (GER) | 1:57.83  | Max Litchfield (GBR) | 1:57.96  |
| 400 m estils individual | Dávid Verrasztó (HUN) | 4:10.65        | Max Litchfield (GBR) | 4:11.00  | Joan Lluis Pons (ESP) | 4:14.26  |
|                         | |                | |          | |          |
| 4 × 100 m lliures       | RússiaEvgeny Rylov (48.62) · Danila Izotov (48.61) · Vladimir Morozov (47.61) · Kliment Kolesnikov (47.39) · Vladislav Grinev[a] · Ivan Kuzmenko[a] · Sergey Fesikov[a] · Andrey Zhilkin[a] | 3:12.23        | ItàliaLuca Dotto (48.63) · Ivano Vendrame (48.73) · Lorenzo Zazzeri (48.55) · Alessandro Miressi (46.99)                                                                                          | 3:12.90  | PolòniaJan Świtkowski (48.68) · Konrad Czerniak (49.04) · Jakub Kraska (48.07) · Kacper Majchrzak (48.41) · Jan Hołub[a]                                        | 3:14.20  |
| 4 × 200 m lliures       | Regne UnitCalum Jarvis (1:47.17) · Duncan Scott (1:45.48) · Thomas Dean (1:47.07) · James Guy (1:45.60) · Stephen Milne[a] · Cameron Kurle[a]                                               | 7:05.32 RC     | RússiaMikhail Vekovishchev (1:46.78) · Martin Malyutin (1:46.84) · Danila Izotov (1:46.86) · Mikhail Dovgalyuk (1:46.18) · Viacheslav Andrusenko[a]                                               | 7:06.66  | ItàliaAlessio Proietti Colonna (1:48.20) · Filippo Megli (1:45.44) · Matteo Ciampi (1:46.49) · Mattia Zuin (1:47.45) · Stefano Di Cola[a]                       | 7:07.58  |
|                         | |                | |          | |          |
| 4 × 100 m estils        | Regne UnitNicholas Pyle (54.58) · Adam Peaty (57.60) · James Guy (50.91) · Duncan Scott (47.35) · Brodie Williams[a] · James Wilby[a] · Jacob Peters[a]                                     | 3:30.44 RC     | RússiaKliment Kolesnikov (52.77) · Anton Chupkov (1:00.40) · Egor Kuimov (51.42) · Vladimir Morozov (47.44) · Evgeny Rylov[a] · Kirill Prigoda[a] · Aleksandr Sadovnikov[a] · Vladislav Grinev[a] | 3:32.03  | AlemanyaChristian Diener (54.19) · Fabian Schwingenschlögl (1:00.00) · Marius Kusch (51.58) · Damian Wierling (47.75) · Jan-Philip Glania[a] · Philip Heintz[a] | 3:33.52  |

a  Nedadors que participaren sols en les sèries i van rebre medalles.
- RM – Rècord del Món
- RMJ – Rècord del Món júnior
- RE – Rècord d'Europa
- RC – Rècord del Campionat

### Femení
| Event             | Or | Or         | Plata | Plata       | Bronze | Bronze   |
| 50 m lliures      | Sarah Sjöström (SWE) | 23.74 RC   | Pernille Blume (DEN) | 23.75       | Ranomi Kromowidjojo (NED) | 24.21    |
| 100 m lliures     | Sarah Sjöström (SWE) | 52.93      | Femke Heemskerk (NED) | 53.23       | Charlotte Bonnet (FRA) | 53.35    |
| 200 m lliures     | Charlotte Bonnet (FRA) | 1:54.95 CR | Femke Heemskerk (NED) | 1:56.72     | Anastasia Guzhenkova (RUS) | 1:56.77  |
| 400 m lliures     | Simona Quadarella (ITA) | 4:03.35    | Ajna Késely (HUN) | 4:03.57 REJ | Holly Hibbott (GBR) | 4:05.01  |
| 800 metre lliures | Simona Quadarella (ITA) | 8:16.45    | Ajna Késely (HUN) | 8:22.01 REJ | Anna Egorova (RUS) | 8:24.71  |
| 1.500 m lliures   | Simona Quadarella (ITA) | 15:51.61   | Sarah Köhler (GER) | 15:57.85    | Ajna Késely (HUN) | 16:03.22 |
|                   | |            | |             | |          |
| 50 m esquena      | Georgia Davies (GBR) | 27.23      | Anastasia Fesikova (RUS) | 27.31       | Mimosa Jallow (FIN) | 27.70    |
| 100 m esquena     | Anastasia Fesikova (RUS) | 59.19      | Georgia Davies (GBR) | 59.36       | Carlotta Zofkova (ITA) | 59.61    |
| 200 m esquena     | Margherita Panziera (ITA) | 2:06.18 CR | Daria Ustinova (RUS) | 2:07.12     | Katalin Burián (HUN) | 2:07.43  |
|                   | |            | |             | |          |
| 50 m braça        | Yuliya Yefimova (RUS) | 29.81      | Imogen Clark (GBR) | 30.34       | Arianna Castiglioni (ITA) | 30.41    |
| 100 m braça       | Yuliya Yefimova (RUS) | 1:05.53 RC | Rūta Meilutytė (LTU) | 1:06.26     | Arianna Castiglioni (ITA) | 1:06.54  |
| 200 m braça       | Yuliya Yefimova (RUS) | 2:21.32    | Jessica Vall (ESP) | 2:23.01     | Molly Renshaw (GBR) | 2:23.43  |
|                   | |            | |             | |          |
| 50 m papallona    | Sarah Sjöström (SWE) | 25.16      | Emilie Beckmann (DEN) | 25.72       | Kimberly Buys (BEL) | 25.74    |
| 100 m papallona   | Sarah Sjöström (SWE) | 56.23      | Svetlana Chimrova (RUS) | 57.40       | Elena Di Liddo (ITA) | 57.68    |
| 200 m papallona   | Boglárka Kapás (HUN) | 2:07.13    | Svetlana Chimrova (RUS) | 2:07.33     | Alys Thomas (GBR) | 2:07.42  |
|                   | |            | |             | |          |
| 200 m estils      | Katinka Hosszú (HUN) | 2:10.17    | Ilaria Cusinato (ITA) | 2:10.25     | Maria Ugolkova (SUI) | 2:10.83  |
| 400 m estils      | Fantine Lesaffre (FRA) | 4:34.17    | Ilaria Cusinato (ITA) | 4:35.05     | Hannah Miley (GBR) | 4:35.34  |
|                   | |            | |             | |          |
| 4 × 100 m lliures | FrançaMarie Wattel (54.35) · Charlotte Bonnet (52.20) · Margaux Fabre (54.41) · Béryl Gastaldello (53.69) · Anouchka Martin[b] · Assia Touati[b]                                   | 3:34.65    | Països BaixosKim Busch (54.75) · Femke Heemskerk (52.33) · Kira Toussaint (54.47) · Ranomi Kromowidjojo (53.22) · Marjolein Delno[b]              | 3:34.77     | DinamarcaPernille Blume (52.83) · Signe Bro (54.59) · Julie Kepp Jensen (55.19) · Mie Nielsen (54.42) · Emily Gantriis[b]               | 3:37.03  |
| 4 × 200 m lliures | Regne UnitEllie Faulkner (1:59.25) · Kathryn Greenslade (1:57.94) · Holly Hibbott (1:58.46) · Freya Anderson (1:56.00) · Lucy Hope[b]                                              | 7:51.65    | RússiaValeriya Salamatina (1:58.72) · Anna Egorova (1:58.18) · Arina Openysheva (1:58.48) · Anastasia Guzhenkova (1:57.49) · Irina Krivonogova[b] | 7:52.87     | AlemanyaReva Foos (1:58.90) · Isabel Marie Gose (1:58.22) · Sarah Köhler (1:58.99) · Annika Bruhn (1:57.65) · Marie Pietruschka[b]      | 7:53.76  |
|                   | |            | |             | |          |
| 4 × 100 m estils  | RússiaAnastasia Fesikova (59.56) · Yuliya Yefimova (1:03.95) · Svetlana Chimrova (57.34) · Maria Kameneva (53.37) · Daria Ustinova[b] · Vitalina Simonova[b] · Arina Openysheva[b] | 3:54.22 RC | DinamarcaMie Nielsen (59.76) · Rikke Møller Pedersen (1:07.50) · Emilie Beckmann (57.66) · Pernille Blume (51.77)                                 | 3:56.69     | Regne UnitGeorgia Davies (59.44) · Siobhan-Marie O'Connor (1:07.22) · Alys Thomas (57.56) · Freya Anderson (52.69) · Kathleen Dawson[b] | 3:56.91  |

b  Nedadores que sols participaren en les sèries i van rebre la medalla.
- RC – Rècord d'Europa

## Medallistes de Salts

### Masculí
| Event                              | Or                                       | Or     | Plata                                   | Plata  | Bronze                                     | Bronze |
| Trampolí d'1 metre                 | Jack Laugher (GBR)                       | 414.60 | Giovanni Tocci (ITA)                    | 401.10 | James Heatly (GBR)                         | 391.70 |
| Trampolí de 3 metres               | Jack Laugher (GBR)                       | 525.95 | Ilia Zakharov (RUS)                     | 519.05 | Evgeny Kuznetsov (RUS)                     | 508.05 |
| Trampolí de 3 metres sincronitzat  | RússiaEvgeny Kuznetsov · Ilia Zakharov   | 431.16 | Regne UnitJack Laugher · Chris Mears    | 430.62 | AlemanyaPatrick Hausding · Lars Rüdiger    | 394.77 |
| Palanca de 10 metres               | Aleksandr Bondar (RUS)                   | 542.05 | Nikita Shleikher (RUS)                  | 481.15 | Benjamin Auffret (FRA)                     | 480.60 |
| Palanca de 10 metres sincronitzada | RússiaAleksandr Bondar · Viktor Minibaev | 423.12 | Regne UnitMatthew Dixon · Noah Williams | 399.90 | ArmèniaVladimir Harutyunyan · Lev Sargsyan | 396.84 |

### Femení
| Event                              | Or                                       | Or     | Plata                                        | Plata  | Bronze                                    | Bronze |
| Trampolí d'1 metre                 | Maria Poliakova (RUS)                    | 285.55 | Nadezhda Bazhina (RUS)                       | 276.00 | Elena Bertocchi (ITA)                     | 271.25 |
| Trampolí de 3 metres               | Grace Reid (GBR)                         | 329.40 | Alicia Blagg (GBR)                           | 327.70 | Tina Punzel (GER)                         | 324.65 |
| Trampolí de 3 metres sincronitzat  | ItàliaElena Bertocchi · Chiara Pellacani | 289.26 | AlemanyaLena Hentschel · Tina Punzel         | 286.80 | RússiaNadezhda Bazhina · Kristina Ilinykh | 282.90 |
| Palanca de 10 metres               | Celine van Duijn (NED)                   | 319.10 | Noemi Batki (ITA)                            | 315.00 | Maria Kurjo (GER)                         | 308.15 |
| Palanca de 10 metres sincronitzada | Regne UnitEden Cheng · Lois Toulson      | 289.74 | RússiaEkaterina Beliaeva · Yulia Timoshinina | 288.60 | AlemanyaMaria Kurjo · Elena Wassen        | 284.64 |

## Proves d'aigües obertes

### Masculí
| Event | Or                      | Or        | Plata                   | Plata     | Bronze               | Bronze    |
| 5 km  | Kristóf Rasovszky (HUN) | 52:38.9   | Axel Reymond (FRA)      | 52:41.7   | Logan Fontaine (FRA) | 52:44.4   |
| 10 km | Ferry Weertman (NED)    | 1:49:28.2 | Kristóf Rasovszky (HUN) | 1:49:28.2 | Rob Muffels (GER)    | 1:49:33.7 |
| 25 km | Kristóf Rasovszky (HUN) | 4:57.53.5 | Kirill Belyaev (RUS)    | 4:57:54.6 | Matteo Furlan (ITA)  | 4:57:55.8 |

### Femení
| Event | Or                          | Or        | Plata                       | Plata     | Bronze                | Bronze    |
| 5 km  | Sharon van Rouwendaal (NED) | 56:01.0   | Leonie Beck (GER)           | 56:17.8   | Rachele Bruni (ITA)   | 56:49.7   |
| 10 km | Sharon van Rouwendaal (NED) | 1:54:45.7 | Giulia Gabbrielleschi (ITA) | 1:54:53.0 | Esmee Vermeulen (NED) | 1:55:27.4 |
| 25 km | Arianna Bridi (ITA)         | 5:19:34.6 | Sharon van Rouwendaal (NED) | 5:19:34.7 | Lara Grangeon (FRA)   | 5:19:42.9 |

### Proves mixtes
| Event  | Or                                                                                   | Or      | Plata                                                                  | Plata   | Bronze                                                              | Bronze  |
| Equips | Països BaixosEsmee Vermeulen · Sharon van Rouwendaal · Pepijn Smits · Ferry Weertman | 52:35.0 | AlemanyaLeonie Beck · Sarah Köhler · Sören Meißner · Florian Wellbrock | 52:35.6 | FrançaLara Grangeon · David Aubry · Lisa Pou · Marc-Antoine Olivier | 52:46.7 |

## Natació sincronitzada

### Resultats
| Event                 | Or | Or      | Plata | Plata   | Bronze | Bronze  |
| Solo, rutina lliure   | Rússia · Svetlana Kolesnichenko | 94.9333 | Itàlia · Linda Cerruti | 92.5000 | Ucraïna · Yelyzaveta Yakhno | 92.1333 |
| Solo, rutina tècnica  | Rússia · Svetlana Kolesnichenko | 93.4816 | Ucraïna · Yelyzaveta Yakhno | 91.3517 | Itàlia · Linda Cerruti | 90.1778 |
| Duet, rutina lliure   | RússiaSvetlana Kolesnichenko · Varvara Subbotina | 96.7000 | UcraïnaAnastasiya Savchuk · Yelyzaveta Yakhno | 93.4000 | ItàliaLinda Cerruti · Costanza Ferro | 92.1333 |
| Duet, rutina tècnica  | RússiaSvetlana Kolesnichenko · Varvara Subbotina | 95.1035 | UcraïnaAnastasiya Savchuk · Yelyzaveta Yakhno | 92.6188 | ItàliaLinda Cerruti · Costanza Ferro | 89.7519 |
| Equip, rutina lliure  | RússiaAnastasia Arkhipovskaya · Anastasia Bayandina · Daria Bayandina · Marina Goliadkina · Veronika Kalinina · Polina Komar · Maria Shurochkina · Darina Valitova · Mikhaela Kalancha                                                              | 97.0333 | UcraïnaValeriia Aprielieva · Veronika Hryshko · Oleksandra Kashuba · Yana Nariezhna · Kateryna Reznik · Anastasiya Savchuk · Alina Shynkarenko · Yelyzaveta Yakhno · Maryna Aleksiiva · Oleksandra Kovalenko            | 94.6000 | ItàliaBeatrice Callegari · Linda Cerruti · Francesca Deidda · Costanza Di Camillo · Costanza Ferro · Gemma Galli · Alessia Pezone · Enrica Piccoli · Domiziana Cavanna · Federica Sala | 92.2333 |
| Equip, rutina tècnica | RússiaAnastasia Arkhipovskaya · Anastasia Bayandina · Daria Bayandina · Marina Goliadkina · Mikhaela Kalancha · Veronika Kalinina · Polina Komar · Maria Shurochkina · Darina Valitova                                                              | 94.6000 | UcraïnaMaryna Aleksiiva · Vladyslava Aleksiiva · Oleksandra Kashuba · Oleksandra Kovalenko · Yana Nariezhna · Anastasiya Savchuk · Alina Shynkarenko · Yelyzaveta Yakhno · Valeriia Aprielieva · Veronika Hryshko       | 90.7439 | ItàliaBeatrice Callegari · Domiziana Cavanna · Linda Cerruti · Francesca Deidda · Costanza Di Camillo · Costanza Ferro · Gemma Galli · Enrica Piccoli · Alessia Pezone · Federica Sala | 90.3553 |
| Rutina combinada      | UcraïnaMaryna Aleksiiva · Vladyslava Aleksiiva · Valeriia Aprielieva · Marta Fiedina · Oleksandra Kashuba · Yana Nariezhna · Kateryna Reznik · Anastasiya Savchuk · Alina Shynkarenko · Yelyzaveta Yakhno · Veronika Hryshko · Oleksandra Kovalenko | 94.4667 | ItàliaBeatrice Callegari · Domiziana Cavanna · Linda Cerruti · Francesca Deidda · Costanza Di Camillo · Costanza Ferro · Gemma Galli · Alessia Pezone · Enrica Piccoli · Federica Sala · Marta Murru · Francesca Zunino | 92.6000 | EspanyaLeyre Abadía · Abril Conesa · Berta Ferreras · Emma García · María Juárez · Meritxell Mas · Elena Melián · Paula Ramírez · Sara Saldaña · Blanca Toledano · Iris Tió            | 91.4667 |
| Rutina mixta lliure   | RússiaMayya Gurbanberdieva · Aleksandr Maltsev | 92.4000 | ItàliaManila Flamini · Giorgio Minisini | 90.7333 | EspanyaBerta Ferreras · Pau Ribes | 85.4333 |
| Rutina mixta tècnica  | RússiaMayya Gurbanberdieva · Aleksandr Maltsev | 89.5853 | ItàliaManila Flamini · Giorgio Minisini | 88.6973 | EspanyaBerta Ferreras · Pau Ribes | 82.3217 |

## Medaller
| Pos.  | País          | Or | Plata | Bronze | Total |
| 1     | Rússia        | 23 | 15    | 9      | 47    |
| 2     | Regne Unit    | 13 | 12    | 9      | 34    |
| 3     | Itàlia        | 8  | 12    | 19     | 39    |
| 4     | Hongria       | 6  | 4     | 2      | 12    |
| 5     | Ucraïna       | 5  | 6     | 2      | 13    |
| 6     | Països Baixos | 5  | 5     | 2      | 12    |
| 7     | França        | 4  | 2     | 6      | 12    |
| 8     | Suècia        | 4  | 0     | 0      | 4     |
| 9     | Alemanya      | 3  | 6     | 10     | 19    |
| 10    | Suïssa        | 1  | 0     | 1      | 2     |
| 11    | Dinamarca     | 0  | 3     | 1      | 4     |
| 12    | Lituània      | 0  | 2     | 0      | 2     |
| 13    | Espanya       | 0  | 1     | 4      | 5     |
| 14    | Grècia        | 0  | 1     | 1      | 2     |
| 14    | Polònia       | 0  | 1     | 1      | 2     |
| 16    | Noruega       | 0  | 1     | 0      | 1     |
| 16    | Romania       | 0  | 1     | 0      | 1     |
| 18    | Armènia       | 0  | 0     | 1      | 1     |
| 18    | Bèlgica       | 0  | 0     | 1      | 1     |
| 18    | Finlàndia     | 0  | 0     | 1      | 1     |
| 18    | Irlanda       | 0  | 0     | 1      | 1     |
| 18    | Eslovènia     | 0  | 0     | 1      | 1     |
| Total | Total         | 72 | 72    | 72     | 214   |